# Alphonse de Bavière
Alphonse Marie François Clément Maximilien de Bavière (né le 24 janvier 1862 à Munich et décédé le 8 janvier 1933) est un prince royal, membre de la famille des Wittelsbach. Il est également un officier de l'armée bavaroise et général de cavalerie.

## Biographie
Alphonse est le fils du prince Adalbert Wilhem de Bavière et de son épouse l'infante Amélie-Philippine d'Espagne. Il est le petit-fils du roi Louis Ier de Bavière et de l'infant d'Espagne François de Paule d'Espagne.
Le 15 avril 1891, Alphonse épouse au Palais de Nymphenburg Louise Victoire d'Orléans, fille de Ferdinand d'Orléans et de Sophie-Charlotte, duchesse en Bavière.
Après onze ans de mariage naît Joseph Clement (1902-1990), et encore onze ans plus tard, Anne Marie Élisabeth (1913-2005).
Alphonse est inhumé dans l'église Saint-Michel de Munich.

## Descendants
- Joseph Clément (1902-1990), historien d'art.
- Elisabeth de Bavière (1913-2005), princesse royale de Bavière, qui épouse en premières noces le comte Franz Josef Kageneck (1915-1941) avec des enfants et puis Ernst Küstner (1920-2008) avec aussi des enfants de lui.